# Likvidation
En likvidation af en erhvervsvirksomhed indebærer, at alle virksomhedens faste aktiver (som f.eks. maskiner, inventar og varelagre) sælges, hvorved virksomhedens aktiver gøres likvide. Efter indfrielse af virksomhedens gæld udbetales et eventuelt overskud til virksomhedens ejer(e). Ved likvidationen ophører virksomheden med at eksistere.
Likvidation af en virksomhed kan ske som frivillig likvidation, der iværksættes af virksomhedens ejere eller som tvungen likvidation (tvangsopløsning), der kan iværksættes af offentlige myndigheder, såfremt virksomheden (selskabet) ikke opfylder lovgivningens krav, eksempelvis rettidig indgivelse af årsrapport . 